# 理查德·約翰·紐豪斯
理查德·約翰·紐豪斯（英語：Richard John Neuhaus；1936年5月14日—2009年1月8日）是著名的基督教神職人員及作家（最初從屬於密蘇里路德會、後轉至美國福音路德教會、後來再成為羅馬天主教神父）。他生於加拿大，後搬到美國便成為該地居民。他曾是《路德宗論壇》（Lutheran Forum）的編輯及是基督教月刊《首要之事》（First Things）的創辦人。他支持天主教對墮胎及相關倫理立場，且是美國第43任總統喬治·沃克·布希的生物倫理顧問。

## 早期生活及教育
紐豪斯在1936年5月14日生於加拿大安大略省彭布羅克。他的父親是路德宗牧師，共有7兄弟姊妹。他曾於16歲時高中輟學，並在一個油站開始打工。後來他重返校園，畢業位於奧斯汀德克薩斯州的康考迪亞路德學院（Concordia Lutheran College of Austin；現已改名為德克薩斯州康考迪亞大學）。他後來搬到密蘇里州聖路易攻讀文學士學位和道學碩士學位，於1960年畢業於協同神學院。

## 職業生涯

### 路德宗牧師
紐豪斯原在偏向保守的密蘇里路德會按牧。在1974年，由於該會內部分裂令很多「現代派」的教會另組福音信義會教會協會（Association of Evangelical Lutheran Churches），而紐豪斯也因而轉到此會。在1988年，福音信義會教會協會分別與其他兩個較開放的信義會教會－美國路德會（American Lutheran Church）和路德會在美國（Lutheran Church in America）合併成為美國福音信義會，而當時紐豪斯也是此宗派的神職人員。
他於1961至1978年期間在紐約市威廉斯堡的聖約翰傳道者教會牧會。此教會的信眾多為較為貧困的黑人或墨西哥人。他在講壇上提及公民權利和社會公義，及公開反對越南戰爭。他於六十年代後期開始獲得全國注意，因為他聯同耶穌會神父亞伯拉罕·約書亞·赫舍爾（Abraham Joshua Heschel）和士丹尼爾·貝利根（Daniel Berrigan）創立了神職人員與平信徒越南關注小組（Clergy and Laymen Concerned About Vietnam）。
他又活躍於路德宗「福音天主教」運動和常出沒位在密歇根州牛津的路德宗本篤會修道院聖奧古斯丁屋。他一直活躍於自由主義政治圈子中，直至1973年美國最高法院
裁定羅訴韋德案有關墮胎的判決，他極力反對該裁決而立場蛻變。他開始參與較為保守的社會運動及成為民主資本主義的提倡者。 他更創立了「紐豪斯定律」（Neuhaus's Law），認為「當傳統變成可有可無之時，傳統將逐漸被禁止。」
他是跨宗派獨立月刊《路德宗論壇》（Lutheran Forum）的長期編輯。此月刊於70至80年代間由美國路德宗宣傳會（American Lutheran Publicity Bureau）印刷。他是復興路德宗運動的支持者，認為 執事在既定三級聖品制（主教/長老/執事）應為終生制，仿效天主教於第二次梵蒂岡大公會議的決定，以及美國聖公會、其他普世聖公宗和英格蘭教會的制度。
他在1981年協助成立宗教與民主研究所（Institute on Religion and Democracy），及是該研究所的董事直至離世。他在此研究所創立時寫下《基督教與民主》文件。他又為位於伊利諾州羅克福德的羅克福德研究所（Rockford Institute）創立了立場較為保守的宗教與社會中心（Center for Religion and Society），《編年史》雜誌（Chronicles）便是由該研究所出版。他於1989年因糾紛而被「強迫驅逐」離開該研究所位於紐約市東部的辦公室。他於1990年3月創立了宗教與公共生活研究所及其派宗派刊物《首要之事》。此雜誌注重宗教與公共哲學的討論並希望因此建立更有秩序的社會。

### 天主教神父
紐豪斯於1990年9月獲准加入天主教教會。 他在成為天主教徒一年後便受樞機約翰·奥康娜（John O'Connor）按立為天主教紐約總教區神父。他曾在天主教電視台《永恆話語電視》當教宗聖若望·保祿二世葬禮和本篤十六世選舉的評論員。
他在成為天主教神父後仍繼續當《首要之事》的編輯。他是個受歡迎的演講家及作家，曾寫了許多供學者和大眾閱讀的書籍。他曾客串電影《人類的體驗》（The Human Experience）的旁白。

## 個人生活及死亡
他於2009年1月8日在紐約市過身，死於癌症，終年72歲。

## 政治影響力
在他的後期生涯中，他形容反墮胎運動就如60年代的非裔美國人民權運動一樣。在2004年美國總統選舉中，他提倡反對支持墮胎的天主教政治家，及投下反對票。他認為將墜胎「與其他有關神聖生命的事情」隔離是種錯誤。
他支持教會合一對話和社會保守主義。他與查尔斯·科尔森一同編輯《福音派與天主教齊集：朝向共同使命》（英語：Evangelicals and Catholics Together: Toward a Common Mission； 1995）。 這個合一宣言曾引起不少討論。
作為美國總統喬治·沃克·布希非正式卻要好的顧問，紐豪斯曾向布希給不少有關宗教與倫理的建議，包括墮胎、幹細胞研究、細胞複製和聯邦婚姻更改法。紐豪斯於2005年在《時代雜誌》的「布希歸附天主教」一文被選為全美國最具影響力的福音派領袖之一：
當總統布希與宗教界出版社的記者會面時，他最常引用的人不是福音派領袖，而是一個他稱為「理查德神父」的人。他補充道：「他幫助我想通一些[有關宗教的]事情。」一個白宮高級行政人員認同紐豪斯對宗教政策有相當影響力。
紐豪斯曾被批評他的政治立場過於「神權政治保守化」（Theoconservatism）。神學家大衛·本特利·哈特則為紐豪斯辯護，認為他是一個「自省、聰慧、沉著、慷慨、有原則的人⋯⋯他絕對有自己的主張，卻不會對反對他的人懷恨在心。專制主義對他來說是空洞的詞語。而他的雜誌也充滿著與他持相反意見的文章（雖然有時不大有說服力），而他也以此而感到自豪。」

## 著作
- Movement and Revolution (co-authored with Peter Berger, 1970)
- In Defense of People: Ecology and the Seduction of Radicalism (1971)
- Time Toward Home: The American Experiment as Revelation (1975)
- Against the World for the World: The Hartford Appeal and the Future of American Religion (co-authored with Peter Berger, 1976)
- Freedom for Ministry (1979)
- Unsecular America (1986)
- The Naked Public Square: Religion and Democracy in America (1986; ISBN 0-8028-3588-0)
- Confession, Conflict, and Community (co-edited with Peter Berger, 1986)
- Dispensations: The Future of South Africa As South Africans See It (1986)
- Piety and Politics: Evangelicals and Fundamentalists Confront the World (co-editor with Michael Cromartie, 1987)
- Democracy and the Renewal of Public Education (editor with author Richard Baer, 1987)
- Jews in Unsecular America (1987)
- The Catholic Moment: The Paradox of the Church in the Postmodern World (1987; ISBN 0-06-066096-1)
- Believing Today: Jew and Christian in Conversation (co-authored with Leon Klinicki, 1989)
- Reinhold Niebuhr Today (1989)
- Guaranteeing the Good Life: Medicine and the Return of Eugenics (editor, 1990)
- Doing Well & Doing Good: The Challenge to the Christian Capitalist (1992)
- America Against Itself: Moral Vision and the Public Order (1992; ISBN 0-268-00633-4)
- Freedom for Ministry: A Guide for the Perplexed Who are Called to Serve (1992; ISBN 0-06-066095-3)
- To Empower People: From State to Civil Society (co-authored with Peter Berger, 1996)
- The End of Democracy?: The Celebrated First Things Debate, With Arguments Pro and Con and "the Anatomy of a Controversy" (co-edited with Mitchell Muncy, 1997)
- The Best of the Public Square (1997)
- Appointment In Rome: The Church in America Awakening (1999)
- The Eternal Pity: Reflections on Dying (editor, 2000; ISBN 0-268-02757-9)
- A Free Society Reader: Principles for the New Millennium (2000; ISBN 0-7391-0144-7)
- There We Stood, Here We Stand: Eleven Lutherans Rediscover Their Catholic Roots (co-authored with Timothy Drake, 2001)
- The Second One Thousand Years: Ten People Who Defined a Millennium (editor, 2001)
- The Best of the Public Square: Book 2 (2001)
- Death on a Friday Afternoon: Meditations on the Last Words of Jesus from the Cross (2001; ISBN 0-465-04933-8)
- As I Lay Dying: Meditations Upon Returning (2002; ISBN 0-465-04930-3)
- The Chosen People in an Almost Chosen Nation: Jews and Judaism in America (editor, 2002)
- Your Word Is Truth: A Project of Evangelicals and Catholics Together (co-edited with Charles Colson; 2002; ISBN 0- 8028-0508-6)
- As I Lay Dying: Meditations Upon Returning (2003)
- The Best of the Public Square: Book 3 (2007)
- Catholic Matters: Confusion, Controversy, and the Splendor of Truth (2007; ISBN 0-465-04935-4)
- American Babylon: Notes of a Christian Exile (2009)

## 外部連結
- http://www.firstthings.com/ （页面存档备份，存于）
- http://www.rightweb.irc-online.org/profile/Neuhaus_Richard_John （页面存档备份，存于）
- 紐豪斯文章庫 （页面存档备份，存于）
- Neuhaus discusses his conversion to Catholicism in a June 1991 interview for 2000AD
- C-SPAN內的頁面（英文）
  - Booknotes interview with Neuhaus on As I Lay Dying: Meditations Upon Returning, May 26, 2002.
  - In Depth interview with Neuhaus, June 5, 2005 （页面存档备份，存于）
- A Strange New Regime: The Naked Public Square and the Passing of the American Constitutional Order （页面存档备份，存于）, by Richard John Neuhaus, Heritage Foundation.
- Newsweek （页面存档备份，存于） obituary by George Weigel
- http://www.slate.com/articles/news_and_politics/obit/2009/01/father_richard_john_neuhaus.html （页面存档备份，存于）
- https://web.archive.org/web/20121103001936/http://www.thedailybeast.com/newsweek/2009/01/09/richard-john-neuhaus-1936-2009.html
- http://johnharmstrong.typepad.com/john_h_armstrong_/2009/01/richard-john-neuhaus-19362009.html （页面存档备份，存于）